# جانيت كيمبل
جانيت كيمبل (بالإنجليزية: Jeanette Kimball)‏ هي عازفة الجاز وعازفة بيانو أمريكية، ولدت في 18 ديسمبر 1906، وتوفيت في 28 مارس 2001 في تشارلستون في الولايات المتحدة.

## وصلات خارجية
- جانيت كيمبل على موقع ميوزك برينز (الإنجليزية)
- جانيت كيمبل على موقع ميوزك برينز (الإنجليزية)
- جانيت كيمبل على موقع أول ميوزيك (الإنجليزية)
- جانيت كيمبل على موقع أول ميوزيك (الإنجليزية)
- جانيت كيمبل على موقع ديسكوغز (الإنجليزية)
- جانيت كيمبل على موقع ديسكوغز (الإنجليزية)